# Rossana Balduzzi Gastini
Rossana Balduzzi Gastini (Alessandria, 25 de febrero de 1963) es una escritora y arquitecta italiana.

## Biografía
Estudió en el Liceo classico Giovanni Plana di Alessandria y arquitectura en el Politécnico de Milán. 
Comenzó su carrera literaria con el thriller psicológico Life on Loan (Vita in prestito). 
Está casada con el abogado Luca Gastini y tienen dos hijos, Marta y Andrea. Marta Gastini es actriz.

## Obras
- Life on Loan, 2013
- Covered, 2015
- Regreso a la vida, 2015
- Giuseppe Borsalino, 2018